# Rejjie Snow
Rejjie Snow, pseudonimo di Alexander Anyaegbunam (Dublino, 27 giugno 1993), è un rapper e cantautore irlandese.

## Biografia
Alexander Anyaegbunam nasce a Dublino da padre nigeriano e madre irlandese-giamaicana, e cresce a Drumcondra, zona settentrionale della città. All'età di 16 si trasferisce a Londra, dove si appassiona al calcio e ai graffiti, scoprendo, grazie ai suoi coetanei, la cultura hip hop, con artisti come Nas, Wu-Tang Clan e MF Doom. Il suo talento nel calcio gli permette di ottenere una borsa di studio per un college in Florida. Dopo 18 mesi, si trasferisce in un'università a Savannah, iniziando a scrivere e produrre le sue prime canzoni.

## Carriera
Rejjie Snow pubblica il suo EP di debutto, Rejovich, il 24 giugno 2013, che raggiunge la vetta delle classifiche hip hop di iTunes, davanti a progetti di artisti come Kanye West e J. Cole. Nel giugno 2015 esce il suo primo singolo, All Around the World, presto seguito da Blackst Skin.
Nel 2016, Snow firma un contratto per l'etichetta 300 Entertainment, sotto la quale pubblica il singolo D.R.U.G.S. Il 17 maggio 2017 pubblica un mixtape gratuito dal titolo The Moon & You, contenente anche il singolo Purple Tuesday, in collaborazione con Joey Badass e Jesse Boykins III.
Il suo primo album in studio, Dear Annie, viene reso disponibile il 16 febbraio 2018. Il disco contiene 20 brani, compreso Egyptian Luvr, realizzato insieme ad Aminé e Dana Williams, che riscuote un notevole successo. A fine anno Dear Annie viene incluso nelle liste dei migliori album usciti nel 2018 dal magazine Far Out, che lo posiziona 48º, e dalla rivista NME, che lo lista al 49º posto.
Il 9 luglio 2021 è la volta del secondo album, Baw Baw Black Sheep, comprendente collaborazioni con artisti del calibro di MF Doom, Snoh Aalegra e Tinashe.

## Discografia

### Album in studio
- 2018 – Dear Annie
- 2021 – Baw Baw Black Sheep

### Mixtape
- 2017 – The Moon & You

### EP
- 2013 – Rejovich
- 2018 – Dear Annie, Vol. 1 - EP
- 2018 – Dear Annie, Vol. 2 - EP